# 井上鑑昭
井上 鑑昭（いのうえ　のりあき、明治35年（1902年）12月3日 - 平成6年（1994年）4月13日）は日本の武道家。親英体道（親和体道）の創始者である。合気道の開祖植芝盛平（うえしば もりへい）は叔父にあたる。
本名は井上要一郎といい、鑑昭は別名である。その他の別名として、祥治(よしはる)・聖祥(せいしょう)・方軒（ほうけん）・照祥（てるよし）と名乗っていた時期もある（この項では、一般的な鑑昭の表記で統一する）。

## 略歴
和歌山県西牟婁郡（現在の田辺市）に生まれる。生家は貿易商を手広く営む裕福な家庭で、生活には何不自由なく育ったが、井上自身はすぐに風邪をひいて寝込んでしまう体の弱い少年であった。それを案じた父や叔父である植芝盛平から、「少しでも体を鍛えて丈夫な体になるように」と武術を習うことを進められ、10歳の時に講道館柔道の高木喜代市に師事し、柔道を習い始める。
大正3年（1915年）、開拓のため北海道に移住していた植芝を訪ねる。その時に大東流合気柔術の武田惣角と出合うも、大東流の稽古法に疑問を抱き、武田の再三の勧めにもかかわらず大東流には入門しなかった（その時のエピソードは武田惣角の項を参照）。
柔術を学びながら「人間の強さとは・弱さとは何か？」という命題に向き合っていた18歳の時、植芝の紹介で大本教の出口王仁三郎と出会う。井上は出口との邂逅によって、武道のあり方に「親和力」というものを置けば良いという、かねてよりいだいていた着想の正しい事を確認し、出口の下で、のち加わる植芝と共に、家伝の柔術を基礎とした新たな合気武術を教授し始める（なお、先天的に武術に異才のある鑑昭は、植芝の武術の実力には厳しい評価をしている面もあった）。
昭和10年（1939年）に起こった第二次大本弾圧事件がきっかけとなり、植芝が出口の下から去り独立するが、井上は植芝と行動を共にせず大本教に残り、合気武術を大本教関係者であるなしに関わらず広く教授を行う。昭和21年（1946年）に出口の勧めと命名により、「合気武術」から「親和体道」と改める（一時は「井上惣角流」とも称し、後に「親英体道」と改名）。
その後も親英体道の開祖として活動し、平成6年（1994年）に東京都国立市の自宅にて死去する。享年91。

## 逸話
- 「橋の上から川に飛び降り、水面で飛び上がって橋の上に戻って来た」「こんにゃくを振り下ろし鉄板を叩き斬った」など、神秘的なエピソードを数多く残している。
- 親英体道の噂を聞いた江上茂が、自らの求める『柔らかい空手』『拳を当てない空手』のヒントとするため、教えを請いに井上の元を訪ねる。当時の江上は極貧で生活を営むことが出来ない状態であったが、井上は江上の熱心さに感心し、稽古代を取らずに合気の技法を授けた。